# Гвозданский замок
Гвозданский замок —  замок в деревне Гвозданско, между городами Двор и Глина, недалеко от замка Зрин, в жупании Сисачко-Мославачка, центральная Хорватия.

## История
Гвозданский замок был построен, во второй половине XV века, благодаря горным правам хорватского дворянского рода Зринских. Впервые замок был упомянут в 1488 году. Никола III Зринский и его сын Никола Шубич Зринский часто приезжали в Гвозданско, чтобы осмотреть рудники и монетный двор.
Турки несколько раз пытались захватить Гвозданский замок. Три крупные попытки были предприняты в 1561 году Малкоч-бегом, в 1574 году Ферхад-бегом и в 1576 году Капиджи-пашой . Последняя осада Ферхат-Паши Соколовича с 10 000 солдат, которая велась с 3 октября 1577 года по 13 января 1578 года, была подготовлена гораздо лучше. Эта осада Гвозданского замка закончилась победой Османов. Им удалось прорваться в замок только после того, как последние защитники замерзли насмерть в суровую зиму, не имея ни дров, ни чего-либо еще, чтобы разжечь огонь, 13 января 1578 года. Османское владычество в Гвозданске продолжалось до 1718 года. Османский полководец был ошеломлен храбрыми хорватскими защитниками, увидев замерзшие тела защитников, все еще державших свои мушкеты на боевых позициях в разрушенном замке.